# Ürżar
Ürżar (kaz.: Үржар; ros.: Урджар, Urdżar) – wieś we wschodnim Kazachstanie, w obwodzie wschodniokazachstańskim, siedziba administracyjna rejonu Ürżar. W 2009 roku liczyła ok. 17 tys. mieszkańców.

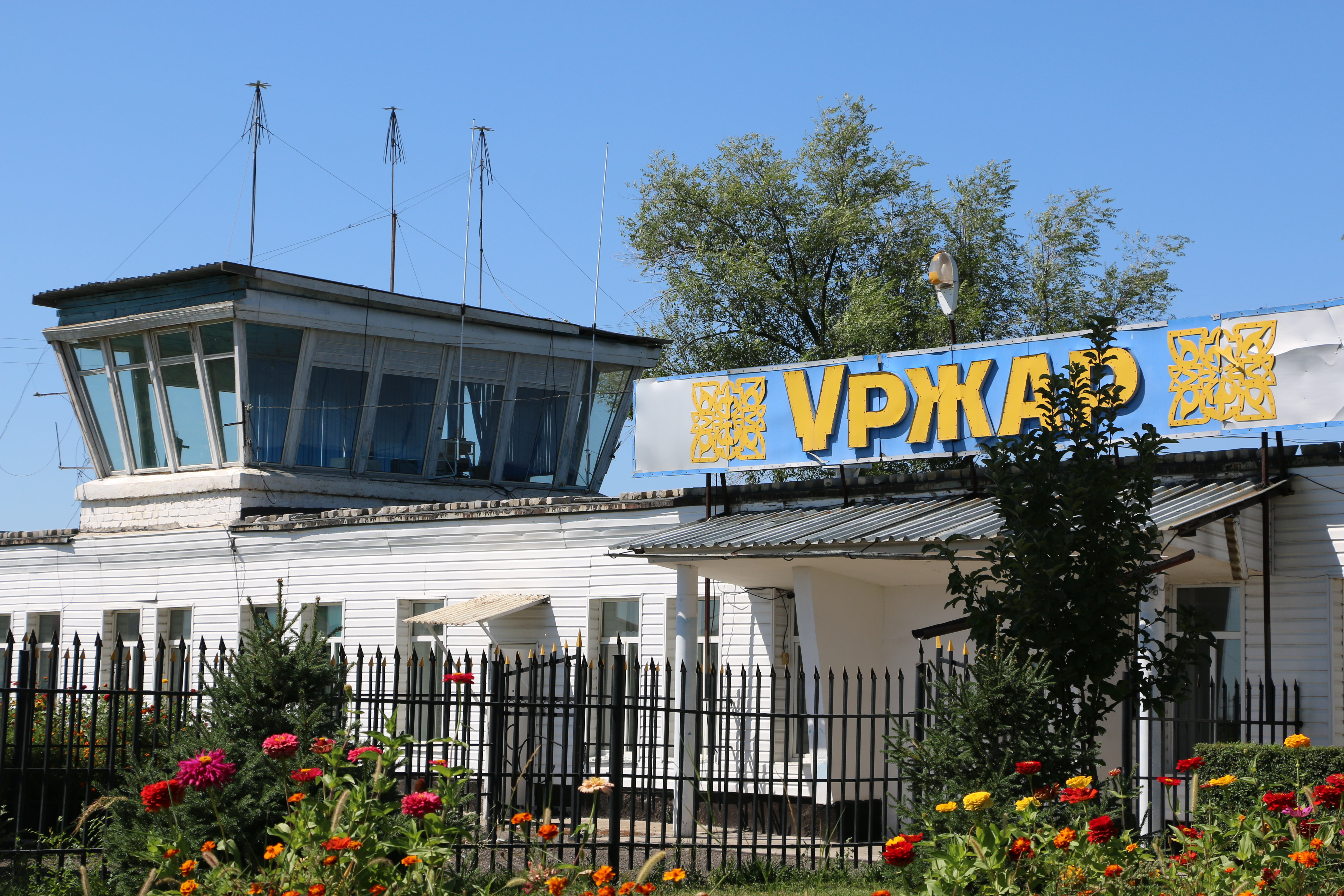
Port lotniczy Ürżar